# Bodega la Palma
La Bodega la Palma és un establiment situat al carrer de la Palma de Sant Just cantonada al de la Reina Elionor de Barcelona, catalogat com a d'interès (categoria E2).

## Història
En un primer moment, el 1935, l'establiment era una botiga de queviures; cinc anys més tard es traspassà i canvià a bodega, on venien gel, vi i oli a granel, i era un punt de trobada entre artistes i poetes de l'època. L'establiment havia tingut el nom de «La botiga de la senyora Maria».

## Descripció
Els elements de l'exterior són senzills: una estructura de fusteria amb una porta vidriera al centre i amb una persiana enrotllable. A la part horitzontal de la fulla batent, gravat sobre el vidre, s'anuncia el nom de l'establiment.
L'interior conserva una part de la decoració original com una armadura amb bótes de vi, el moble barra de fusta amb el taulell de marbre i diversos prestatges botellers de fusta de talla. A la zona interior hi ha un entresolat, un antic habitacle, amb un petit balcó amb ampit que mira a la sala.